# Turkmeni
Turkmeni (turkm. Türkmenler) – naród turecki zamieszkujący Azję Środkową, najliczniej w Turkmenistanie (5,1 mln – 1995), płn.-wsch. Iranie, płn. Afganistanie i wsch. Turcji.

## Rozmieszczenie
Większość Turkmenów zamieszkuje Turkmenistan wzdłuż granic z Uzbekistanem i Iranem (centralną część kraju w ponad 70% stanowi pustynia Kara-kum). Liczne mniejszości turkmeńskie mieszkają w Iranie, Uzbekistanie i Afganistanie przy granicach z Turkmenistanem, a także w rosyjskim Kraju Stawropolskim (tzw. Truchmeni). Niewielkie liczby Turkmenów zamieszkują Pakistan, Irak, Turcję, Kirgistan, Syrię, Jordanię i Tadżykistan, Ukrainę, Białoruś.
Historyczna populacja Turkmenów w poszczególnych republikach radzieckich na podstawie radzieckich spisów ludności:
|                | 1926            | 1939            | 1959            | 1970              | 1979              | 1989              |
| -------------- | --------------- | --------------- | --------------- | ----------------- | ----------------- | ----------------- |
| Turkmeńska SRR | 719 792 (71,9%) | 741 488 (59,2%) | 923 724 (60,9%) | 1 416 700 (65,6%) | 1 891 695 (68,4%) | 2 536 606 (72,0%) |
| Uzbecka SRR    | 31 492 (0,7%)   | 46 543 (0,7%)   | 54 804 (0,7%)   | 71 066 (0,6%)     | 92 285 (0,6%)     | 121 578 (0,6%)    |
| Tadżycka SRR   | 4 148 (0,5%)    | 4 040 (0,3%)    | 7 115 (0,4%)    | 11 043 (0,4%)     | 13 991 (0,4%)     | 20 487 (0,4%)     |
| Rosyjska FSRR  | 7 849 (0,01%)   | 12 869 (0,01%)  | 11 631 (0,01%)  | 20 040 (0,02%)    | 22 979 (0,02%)    | 39 739 (0,03%)    |

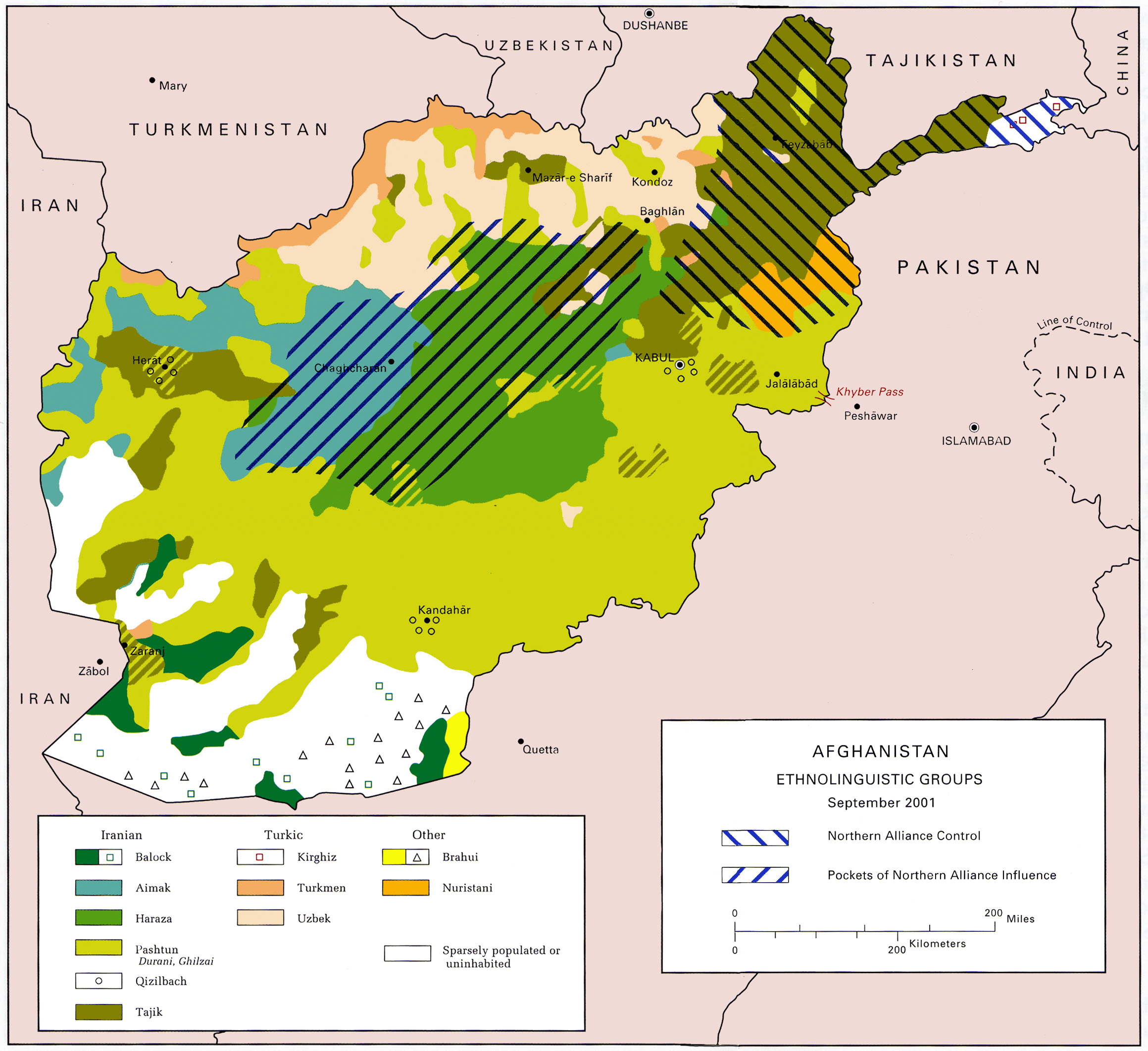
Turkmeni w Afganistanie
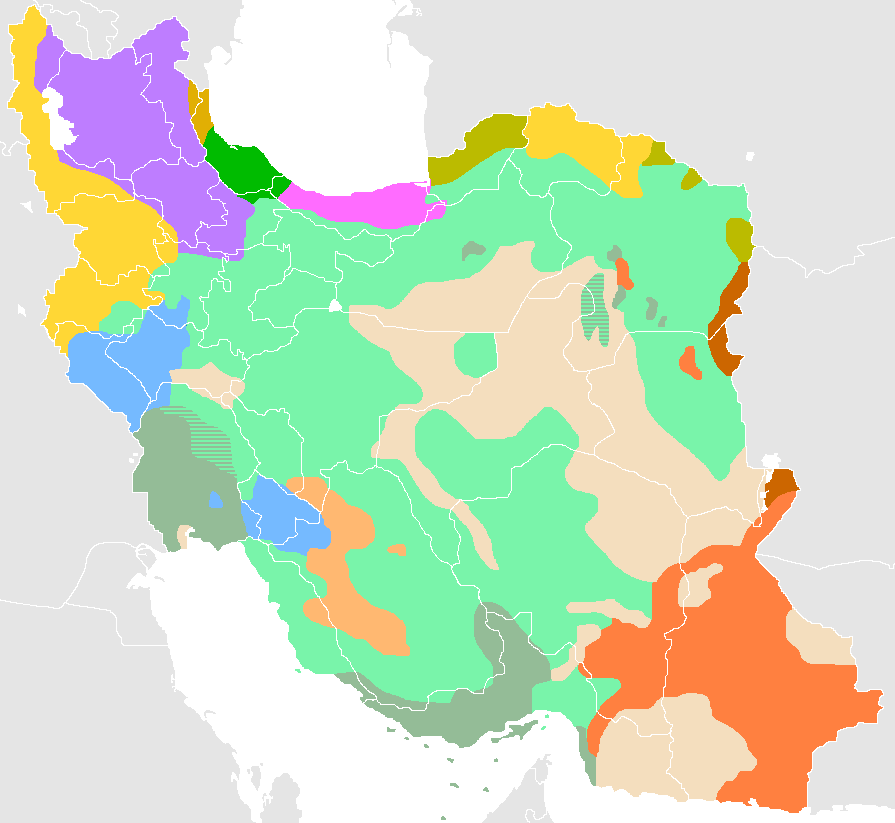
Turkmeni w Iranie